# Pogonatum sinense
Pogonatum sinense là một loài Rêu trong họ Polytrichaceae. Loài này được (Broth.) Hyvönen & P.C. Wu miêu tả khoa học đầu tiên năm 1993.